# سونا (اکلاهما)
سونا(به انگلیسی: Savanna) شهری در ایالت اکلاهما کشور ایالات متحده آمریکا است که جمعیت آن در سرشماری سال ۲۰۱۰ میلادی، ۶۸۶ نفر بوده‌است.